# 鹿島ハイツスポーツプラザ1番グラウンド
鹿島ハイツスポーツプラザ1番グラウンド（かしまハイツスポーツプラザ1ばんグラウンド）は、鹿島ハイツスポーツプラザ内に立地する球技場で、同施設内のメインスタジアム。

## 概要
サッカーを中心とするスポーツ･リゾートの総合施設として開設された鹿島ハイツスポーツプラザのシンボル的な施設として開設された。
鹿島ハイツスポーツプラザ内にはサッカーの公式戦を行える施設が6面あり、その全てが人工芝であるが、その中でも「メインサッカー場」の愛称があるとおり、このスタジアムが、サッカー場としてメインになっているのみならず、施設内のメインスタジアムであると言える。なお、サッカーのほか、ラグビーにも使用できる。

### 施設概要
- 収容人数 3000人（全席座席）
- 照明設備
- 駐車場

## 交通
- 東関東自動車道 潮来ICより
- JR鹿島神宮駅よりバスまたは車で10分

## 周辺施設
- 鹿島ハイツスポーツプラザ2番グラウンド
- 鹿島ハイツスポーツプラザ3番グラウンド
- 鹿島ハイツスポーツプラザ4番グラウンド
- 鹿島ハイツスポーツプラザ5番グラウンド
- 鹿島ハイツスポーツプラザ野球場
- 鹿島ハイツスポーツプラザフットサルグラウンド
- 鹿島ハイツスポーツプラザグラウンドゴルフ（鹿嶋コース）
- 鹿島ハイツスポーツプラザグラウンドゴルフ（筑波コース　北浦コース）
- 鹿島ハイツスポーツプラザ新テニスコート
- 鹿島ハイツスポーツプラザテニスコート
- 鹿島ハイツスポーツプラザパークゴルフ
- レストラン鹿嶋
- ホテル鹿島ハイツスポーツプラザ
- 合宿棟